# Trapeado
El trapeado es una técnica de decoración que consiste en pintar una pared aplicando la pintura con un trapo. Se utiliza para crear ambientes clásicos o campestres entre otros.
El trapeado es una técnica por la que se superponen manchas de un color a una superficie previamente pintada con otro. La herramienta empleada para conseguirlo es un trapo arrugado impregnado de material. 
Existen tres procedimientos de realizar el trapeado. 
1. Aplicando pintura. Se pinta una pared u otra superficie de modo uniforme. Una vez seca, se deposita una cantidad de pintura sobre una cubeta y se impregna de ella un trapo limpio. Entonces, se aplica la pintura a la pared realizando presiones en toda su superficie. Una variante consiste en enrollar el trapo en forma de rulo y una vez humedecido pasarlo por la pared de abajo arriba. De este modo, se consigue un acabado más uniforme.
2. Retirando pintura. Se pinta una pared de modo uniforme como en el caso anterior. Entonces, se aplica una capa de pintura diluida a base de agua de otro color. Antes de que se seque, se pasa el trapo aplicando presión en diferentes puntos de la superficie de modo que se va confeccionando un dibujo a base de retirar parte de la pintura. Esta técnica es la más habitual.

Es importante saber qué tanto la manera de arrugar el trapo como la intensidad de la presión influyen sobre el resultado final. Cuanto más apretado esté el trapo y mayor la presión, mayor será la superficie cubierta.
Para que el trapeado quede bien es imprescindible una buena selección de colores. Lo normal es que el color de base sea más claro que el superpuesto y los mejores resultados se obtienen utilizando colores del mismo tono. 